# Тадеуш Бреєр
Тадеуш Бреєр (пол. Tadeusz Breyer; 15 листопада 1874, Мелець Підкарпатського воєводства — 15 травня 1952, Варшава, Польща) — польський скульптор і медальєр, професор Академії образотворчих мистецтв (Варшава).

## Біографія

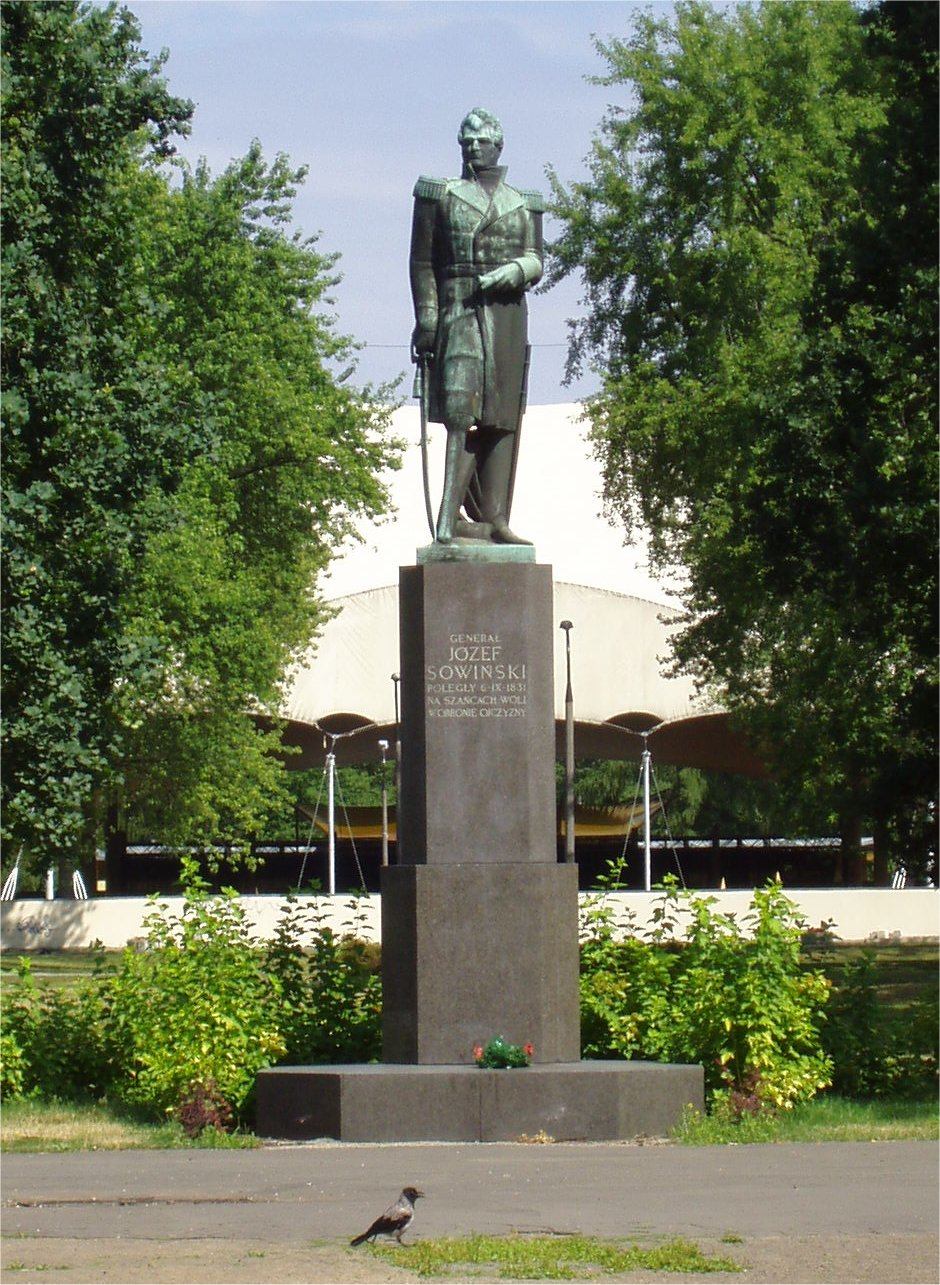
Пам'ятник генералу Юзефу Совинському у Варшаві

У 1894—1898 роках навчався в Краківській школі образотворчих мистецтв Школі красних мистецтв в Кракові під керівництвом Альфреда Дауна, а потім продовжив навчання у Флоренції.
З 1910 року до початку Першої світової війни Тадеуш Бреєр обіймав посаду професора скульптури Варшавської школи образотворчих мистецтв. У 1923 році знову повернувся на цю посаду. У 1932 році брав участь у перетворенні школи в Академію образотворчих мистецтв.
У 1937 році на Всесвітній виставці мистецтва і техніки в Парижі отримав золоту медаль і Гран-прі за виконану ним серію пам'ятних медалей.
Після Другої світової війни, під час якої Тадеуш Бреєр втратив всі свої скульптурні твори (його студія згоріла під час Варшавського повстання 1944 року), продовжив викладацьку роботу у Варшавській академії (з 1945 до кінця життя).
Був членом краківської творчої асоціації «Rzeźba» (1910—1914), а також об'єднання польських художників «RYTM» (з 1922 року).

## Творчість
У ранній період своєї творчості Т. Бреєр створював скульптурні композиції символічного характеру, відповідно до духу епохи і в руслі неоромантичної культурної течії — Молода Польща. Потім схилився в бік т. зв. неокласицизму — його скульптури набули ознак статичності монументальності.
Як художник і педагог, Тадеуш Бреєр вважається творцем так званої Варшавської скульптурної школи, що рунтується на тенденціях шанобливого ставлення до мистецтва давньої і традиційної скульптури.
Найвідомішою роботою скульптора є пам'ятник герою Польського повстання 1830 року генералу Юзефу Совинському у Варшаві (відкритий у 1937 році).
Також Т. Бреєр є автором скульптур:
- W otchłani,
- Męki szatana,
- Chrystus,
- Głowa św. Jana ,
- Posąg Józefa Piłsudskiego й низки інших.

Крім виготовлення пам'ятних медалей, творча спадщина Бреєра включає також проектування монет.

## Педагогічна діяльність
Т. Бреєр був видатним педагогом. З його класу вийшов ряд відомих скульпторів, в тому числі, Юзеф Ґославський, Василь Войтович, Станіслав Горно-Поплавський, Мар'ян Внук, Станіслав Сікора, Натан Рапапорт та інші.
Помер в 1952 році у Варшаві, похований на Повонзківському цвинтарі.